# ربيطات ذكية
الليجندات «المرتبطات، المتصلات» الذكية (بالإنجليزية: Smart ligands )‏عبارة عن ليجندات انجذابية مألوفة تمّ اختيارها بمعايير محدّدة مُسبقاً بالنسبة للتوازن (Kd)، الحركية (Koff , Kon) ومتغيرات الديناميكا الحرارية (ΔH , ΔS) للتفاعلات الجزيئية الحيوية.
يمكن اختيار الليجندات ذات المعايير المرجوة من مكتبات توافقية كبيرة من البوليمرات الحيوية باستخدام تقنيات فصل فعالة ذات سلوك حركي موصوف وصفاً جيداً مثل الفصل الكهربي الشعيري الحركي، رنين بلازمون السطحي، الفصل الحراري الصغير "مقياس الميكرو" 
 وغيرها. وتشتمل الأمثلة المعروفة من الليجندات الذكية على الأبتامرات الذكية للحمض النووي الرايبوزي منقوص الأكسجين (DNA) ، ويمكن أيضاً تطوير الأبتامرات الذكية للحمض النووي الرايبوزي (RNA) والببتيدات.
يمكن لليجندات الذكية أن تعثر على مجموعة من التطبيقات الفريدة في مجال البحوث الطبية الحيوية واكتشاف العقاقير والدراسات البروتينية. على سبيل المثال، هناك مجموعة من الأبتامرات الذكية للحمض النووي الرايبوزي منقوص الأكسجين (DNA) قد تمّ استخدامها مؤخراً لتطوير التحليل الانجذابي للبروتينات ذات مدى ديناميكي واسع جداً من التركيزات المُقاسة.

## وصلات خارجية
- Extending Protein Detection